# 水町義夫
水町 義夫（みずまち よしお、1885年〈明治18年〉2月16日 - 1967年〈昭和42年〉12月31日）は、教師、西南学院院長。

## 略歴
旧制東筑中学、西南学院中学部教師、西南学院高等部長。1927年8月に米国の南部バプテスト神学校に留学し、一年後に帰国。1933年、西南学院第4代院長（日本人初）に就任し1948年に健康上の理由で勇退するまで在任。1921年中学部の英語教師時代に新約聖書「ヨハネの手紙一」からイメージを受け西南学院校歌を作詞する。作曲は島崎赤太郎。「岸を洗う紺碧の波」「松の緑青春の色」に始まる校歌であるが、当時、同校は現在埋立されているのと違って、木造の校舎のすぐ裏は海であり、まさに白砂青松であった。これらをイメージした歌詞である。

## 著作
- 中島吉郎、水町義夫『佐賀先哲叢話』副島種臣序、伊東祐穀跋、伊東祐穀、1913年6月18日。 NCID BN11804005。全国書誌番号:43017483 NDLJP:949369。
- 中島吉郎、水町義夫『鍋島閑叟公』大隈重信序、久米邦武校閲、伊東祐穀、1913年6月18日。 NCID BN11798037。全国書誌番号:43017484 NDLJP:949370。
  - 中島吉郎、水町義夫『鍋島閑叟公』大隈重信序、久米邦武校閲（訂正増補再版）、伊東祐穀、1913年9月21日。 NCID BN10920951。全国書誌番号:43017485 NDLJP:949371。
  - 中島吉郎、水町義夫『鍋島閑叟公』大隈重信序、久米邦武校閲（訂正増補三版）、伊東祐穀、1914年8月28日。 NCID BN14145743。全国書誌番号: NDLJP:949372。